# Abend

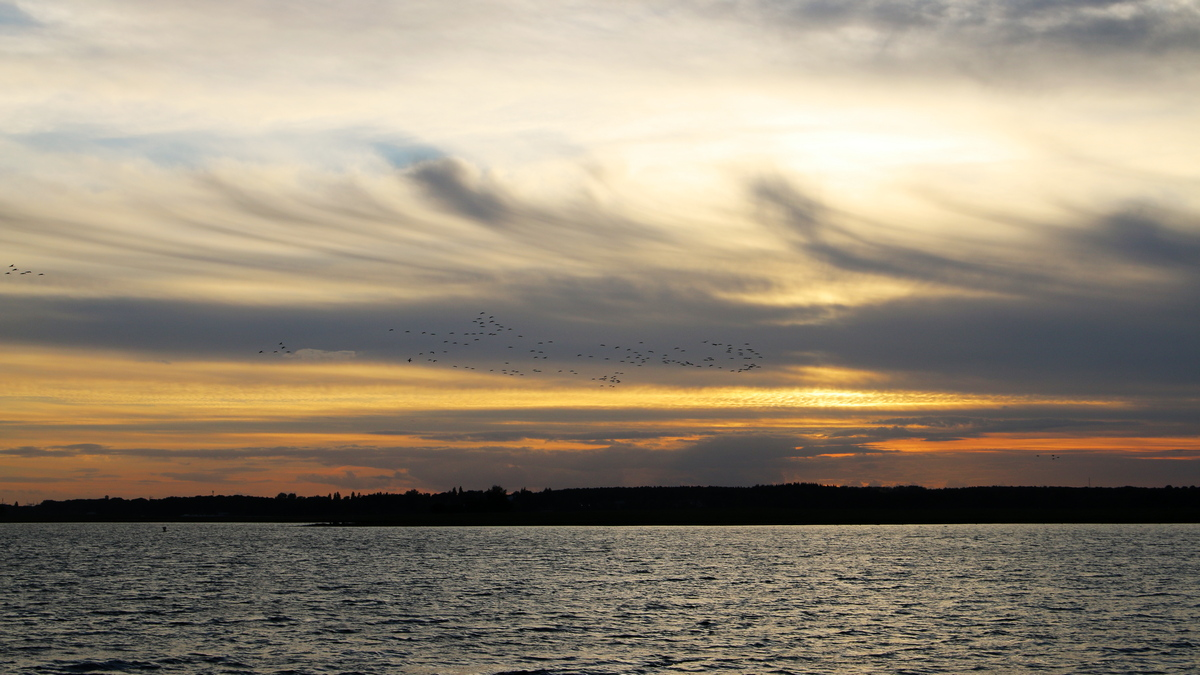
Abend an der Müritz

Als Abend (althochdeutsch âpand, âbant, âbunt; mittelhochdeutsch âbent) wird der spätere Teil des Tages bezeichnet, ein Tagesabschnitt zwischen Nachmittag bzw. Abendessen und Nacht bzw. Nachtruhe.

## Bedeutung
Mit Vorabend wird ein Abend auf den folgenden Tag bezogen, traditionell insbesondere vor einem Fest, besonders vor einem Heiligen- oder Kirchenfest bzw. einem jüdischen Festtag. Die Zusammensetzung Sonnabend bezeichnet synonym zu Samstag einen Wochentag, früher hatte das Wort wie altenglisch sunnanæfen die Bedeutung „Vorabend von Sonntag“. Daneben gibt es im Deutschen eine Reihe von Wortzusammensetzungen wie auch Redewendungen, die Abend als einen Zeitbegriff aufnehmen oder mit davon abgeleiteten Begriffen beziehungsweise mit übertragenen Bedeutungen.
Zugrunde liegt die in manchen, insbesondere antiken, Kulturen gängige Auffassung, dass der neue Tag bereits mit dem Sonnenuntergang beginnt.
Veraltet – insbesondere in der literarischen Dichtung, aber auch in der Nautik oder der sphärischen Astronomie verwendet – wird als Abend auch die Himmelsrichtung des Sonnenuntergangs, der Westen bezeichnet (vgl.: Okzident, Abendland oder Weltgegenden, astronomisch: West- oder Abendpunkt, Abendweite).

## Etymologie
Die Herkunft des Wortes Abend lässt sich im 9. Jahrhundert aus dem Althochdeutschen als āband nachweisen. Im Mittelhochdeutschen entwickelte sich ābent. Die Wortbildung ist auf die westgermanische Form *āfanþija, *āfanðija zurückzuführen, die sich von nordgermanischen Entsprechungen (altnordisch aptann, schwedisch afton, dänisch aften) durch Fehlen des Dentals und die Länge des Anlauts unterscheidet. Als wahrscheinlich gilt eine Verwandtschaft mit griechisch epí (ἐπί) ‘auf’, opsé (ὀψέ) ‘spät’, denen indoeuropäisch *epi, *opi für ‘nahe hinzu, darauf, hinter’ zugrunde liegt. Abend im Sinne von ‘Westen, Okzident’ wurde nach dem Stand der Sonne, vereinzelt schon Ende des 14. Jahrhunderts im Mitteldeutschen unter Einfluss von lateinisch vesper für ‘Abend, Abendgegend, Westen’ und seit Anfang des 16. Jahrhunderts insbesondere durch Luther gängig.

## Zeitbegriffe

### Abend als Tageszeit
Abend – als Adverb auch abends – bezeichnet eine Tageszeit als ungefähre Zeitspanne gegen Tagesende. Das Ende des lichten Tages ist der Sonnenuntergang, dessen Zeitpunkt vom Standort und von der Jahreszeit abhängt. Die Tageslänge sowie die Dauer der Dämmerung variiert in gemäßigten geographischen Breiten. Im Frühneuhochdeutschen bedeutete die Zeitspanne Abend die „Tageszeit zwischen Beendigung des Tagwerks und Beginn der Nachtruhe“. Der heutige Zeitbegriff des Abends als – so der Duden – „Tageszeit um die Dämmerung, das Dunkelwerden vor Beginn der Nacht“, ist ebenfalls am Ende des lichten Tages orientiert. Im allgemeinen Sprachgebrauch wird zwischen einem frühen und einem späten Abend unterschieden, der bis in die Nacht reichen kann und oft ein geselliges Beisammensein einschließt. Der Beginn des Abends ist unabhängig von der Jahreszeit nur ungefähr mit einem bestimmten Begriff für ein intuitives Zeitintervall – beispielsweise 18 Uhr – zu interpretieren.
In der Antike, wie etwa im römischen Reich, waren sowohl die Nacht als auch der Tag meist in zwölf Temporalstunden eingeteilt, deren Länge der Dauer des Lichttages im Jahresverlauf angepasst war. Die zwölf Stunden des Tages wurden zu vier Abschnitten zusammengefasst: dem Morgen (mane), dem Vormittag (ad meridiem), dem Nachmittag (de meridie) und dem Abend (suprema). Der Abend umfasste den Zeitraum vom Anfang der zehnten Stunde bis zum Ende der zwölften Stunde, dem Sonnenuntergang. Die vier Tagesabschnitte wurden in Rom von Amtsdienern der Konsuln öffentlich ausgerufen. Im späten Mittelalter etablierten sich mit der Erfindung der Räderuhr die Äquinoktionalen Stunden in Europa, womit es zu einer Anpassung der Stundenzählung kam, die von den Jahreszeiten unabhängig wurde.
Ähnlich wie in den romanischen Sprachen wurde insbesondere im west- und süddeutschen Sprachbereich der Abend als letzter Teil des hellen Tages verstanden, während die Zeit nach Einbruch der Dunkelheit Nacht genannt wurde. Im nord- und mitteldeutschen Sprachgebrauch konnte Abend auch die frühen Nachtstunden bedeuten. So heißt es etwa im Goethe-Wörterbuch „besonders im gesellschaftl[ichen] Bereich erstreckt sich der A[bend] bis in die Zeit der Dunkelheit, ist aber bedeutungsmäßig nicht, wie ‘Nacht’, damit auswechselbar.“

### Abend als ganzer Tag

#### Christentum
Mit Abend oder hebräisch Erev wird gelegentlich auch in unserer Zeit ein ganzer Tag bezeichnet. Beispiele dafür sind der Begriff des Sonnabend vor dem höchsten Tag der Woche im Christentum, dem Sonntag, oder Heiliger Abend, dem Tag vor Weihnachten. Der Begriff verweist dann auf die Vigil eines hohen Festes, der liturgisch mit der ersten Vesper oder einer Nachtwache, der Vigil, beginnt.
Im Englischen ist diese Verwendung für Abend bzw. Vorabend (englisch eve) an mehreren Stellen erhalten geblieben. So bei Halloween, von All Hallows’ Eve, dem Tag vor Allerheiligen, Christmas Eve für den Heiligen Abend, oder bei New Year’s Eve für Silvester. Das Evening Prayer ist das gemeinschaftliche Abendlob in den Kirchen der Anglikanischen Gemeinschaft.
Im Mittelalter war die Bezeichnung Abend („am avende von“ oder die Synonyme Vigilia oder Pridie) als Bezeichnung der Vigil vor einem Fest im Kirchenjahr sowohl in der Umgangs- als auch in der Urkundensprache üblich, um den jeweils ganzen vorausgehenden Tag zu bezeichnen. „Am avende von Magareten“ bedeutete damit während des Mittelalters in den meisten Diözesen „am 12. Juli“ und nicht „am Abend des 13. Juli“.

#### Judentum

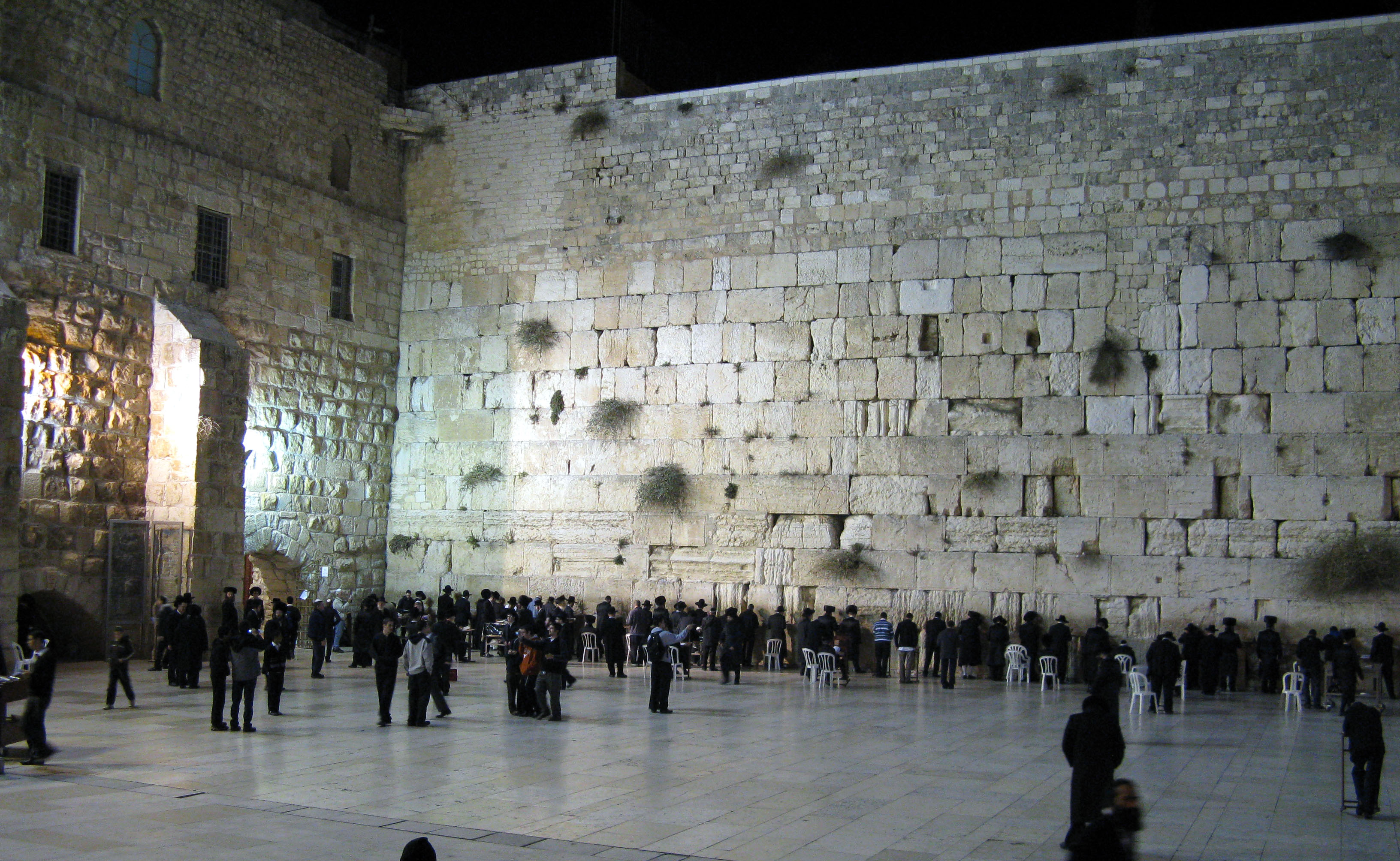
Maʿariv an der Klagemauer in Jerusalem

Der Vorabend jüdischer Festtage ʿErev (hebräisch עֶרֶב) und ʿAruvta (reichsaramäisch ערובתא) bedeuten beide „Abend“. Besonders ʿErev ist im Sinne von Vorabend in Zusammensetzung mit Festtagen gebräuchlich, ʿErev Schabbat bedeutet also Vorabend des Sabbat und ist bereits Bestandteil desselben, da im jüdischen Kalender jeder Tag, also auch ein Festtag, mit Sonnenuntergang beginnt und mit Anbruch des nächsten Abends endet. Umgangssprachlich kann auch ein dem Schabbat oder Festtag vorhergehender Tag als Ganzes gemeint sein (vgl. Rüsttag).

##### Erev Schabbat

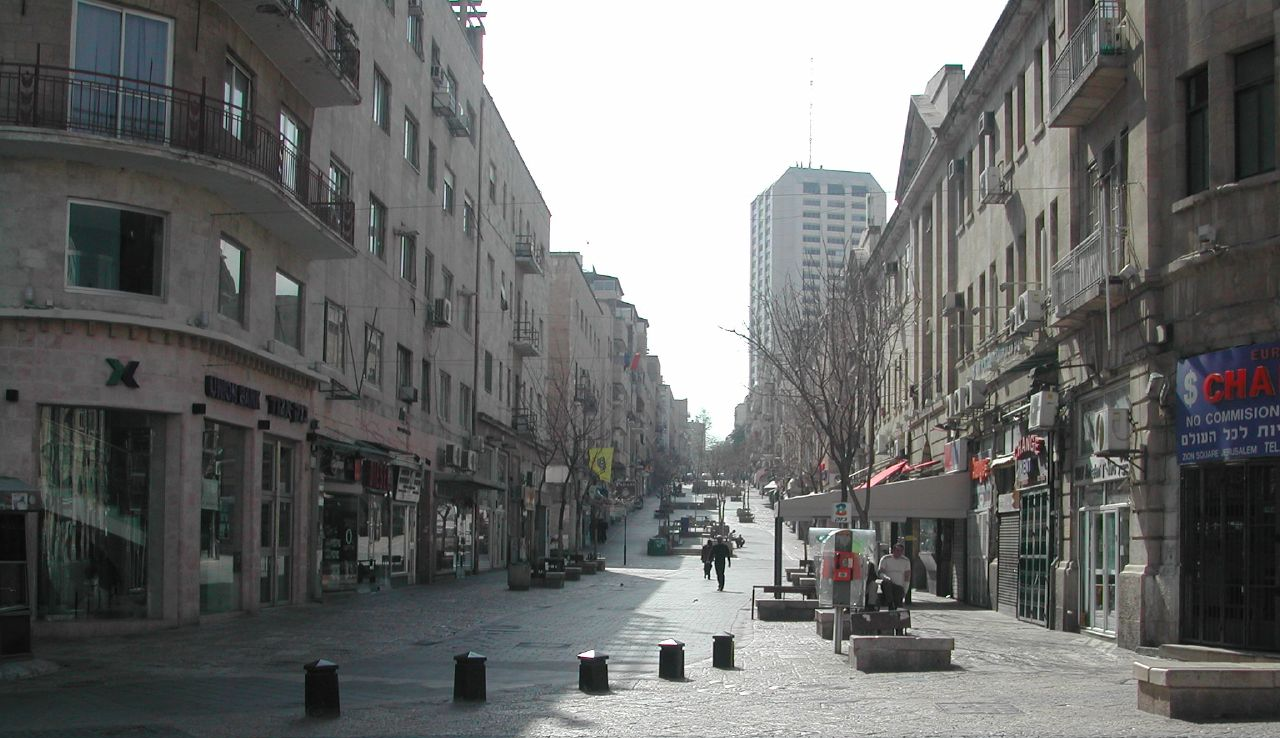
Schabbat: die Ben-Jehuda-Straße in Jerusalem

Maʿariv (hebräisch מַעֲרִיב) ist das erste bezeichnende Wort des jüdischen Abendgebets. Es leitet sich von der gleichen Wortwurzel עָרַב ʿarav, deutsch ‚Abend werden‘ ab wie auch ʿErev (deutsch [Vor]Abend).
Am ʿErev Schabbat im Sinne des Tageszeitraums vor Anbruch des Abends wird der Schabbat in jüdischen Haushalten vorbereitet. Der Vorabend des Schabbat spielt eine wichtige Rolle für die Einstimmung auf den Schabbat.

##### ʿErev Pessach
Die Vorzeit des Pessachfestes ist eine geschäftige Zeit, die der Vorbereitung für die sieben (in Israel) bzw. acht (in der Diaspora) Pessach-Festtage dient, von denen der erste und der letzte Pessachtag Hauptfeiertage sind, an denen jegliche Werktagsarbeit vermieden wird. Der ʿErev Pessach dient insbesondere der Vorbereitung des Sederabends, der am ʿErev Pessach abends stattfindet, wenn mit Anbruch des Abends der eigentliche Feiertag beginnt.

## Abgeleitete Begriffe
Vielfach wird der Abend metaphorisch oder literarisch für das Ende eines Zeitabschnitts, einer Ära oder eines Zeitalters gebraucht: So bezeichnet der Feierabend die Ruhezeit nach der täglichen Arbeitszeit. Als Lebensabend wird poetisch der Lebensabschnitt eines Menschen bezeichnet, den er im Ruhestand verbringt. Zudem wird der Zeitabschnitt unmittelbar vor einem historischen einschneidenden Ereignis als dessen Vorabend bezeichnet wie beispielsweise der Vorabend der Schlacht von Waterloo oder der Vorabend der Oktoberrevolution. Andererseits bezeichnet Vorabend auch den späten Nachmittag und früheren Abend, etwa in Begriffen wie Vorabendprogramm.
Im kulturellen Bereich entwickelten sich Kunstformen, wie etwa in der Musik Serenade, Abendmusiken, Nocturne und nicht zuletzt abgeleitet vom soldatischen Begriff Zapfenstreich der sogenannte Große Zapfenstreich als militärisches Zeremoniell. Als Soirée bezeichnet man auch eine Abendgesellschaft. Weitere abgeleitete Begriffe sind zudem Abendgarderobe oder Abendkleid für eine Kleiderordnung bei abendlich stattfindenden feierlichen Anlässen. Ein häufig gebrauchter Begriff ist das Abendessen, wobei dieser in der Schweiz immer und in Süddeutschland teilweise durch den Begriff Nachtessen ersetzt wird.